# Deolali Pravara
Deolali Pravara é uma cidade  no distrito de Ahmadnagar, no estado indiano de Maharashtra.

## Demografia
Segundo o censo de 2001, Deolali Pravara tinha uma população de 30,334 habitantes. Os indivíduos do sexo masculino constituem 52% da população e os do sexo feminino 48%. Deolali Pravara tem uma taxa de literacia de 65%, superior à média nacional de 59.5%: a literacia no sexo masculino é de 73% e no sexo feminino é de 57%. Em Deolali Pravara, 12% da população está abaixo dos 6 anos de idade.